# Ratmalana Airport
Colombo Airport (IATA-kod RML, ICAO-kod VCCC) var från början den internationella flygplatsen för Colombo på Sri Lanka, men blev ersatt på 1960-talet av Bandaranaike International Airport för detta ändamål. Nu används den endast för inrikesflyg och militära ändamål.